# پاول باراباش
پاوُل باراباش (اسلواکی: Pavol Barabáš؛ زادهٔ ۱۳ سپتامبر ۱۹۵۹) کارگردان فیلم اهل کشور اسلواکی است. او فیلم‌های مستند مختلفی دربارهٔ مکان‌هایی که دسترسی ضعیفی به آنها وجود دارد تولید کرده‌است. آثار او همچنین به فرهنگ‌های غیرعادی، انسان‌هایی که در شرایط سخت زندگی می‌کنند، یا مسافرانی که دستاوردهای منحصربه‌فردی به معنای رسیدن به مقاصد غیرعادی دارند، می‌پردازد. باراباش به ویژه به بودیسم تبتی علاقه‌مند است، و به مردمی که در اعماق جنگل، دست نخورده از تمدن مدرن و با تأثیر اندک یا بدون تأثیر از جوامع غربی، زندگی می‌کنند علاقه‌مند است. باراباش معاون آکادمی فیلم اسلواکی است. او برنده بیش از ۱۵۰ جایزه فیلم در کشور خود و خارج از کشورش شده‌است.